# Tropiorhynchus umbrinus
Tropiorhynchus umbrinus är en skalbaggsart som beskrevs av Machatschke 1954. Tropiorhynchus umbrinus ingår i släktet Tropiorhynchus och familjen Rutelidae. Inga underarter finns listade i Catalogue of Life.